# Cuy (Oise)
Cuy è un comune francese di 230 abitanti situato nel dipartimento dell'Oise della regione dell'Alta Francia.

## Società

### Evoluzione demografica
Abitanti censiti